# Alfaro (genre)
Pour les articles homonymes, voir Alfaro.
Genre
Alfaro est un genre de poissons ovovivipares d'eau douce appartenant à l'ordre des Cyprinodontiformes. 

## Liste sous-taxons
Selon FishBase (30 janv. 2017) :
- Alfaro cultratus (Regan, 1908)
- Alfaro huberi (Fowler, 1923)